# Fear of the Dark (canção)
"Fear of the Dark" é uma canção escrita por Steve Harris,
baixista e compositor principal da banda britânica de heavy metal Iron Maiden, fazendo parte do álbum homónimo de 1992 Fear of the Dark. É a única canção deste álbum que continua a ser tocada em concertos actualmente, embora "Afraid to Shoot Strangers" tenha sido tocada com regularidade até 1998.
O single "Fear of the Dark (live)" é o 26º single lançado pela banda. Esta versão ao vivo (bem como a versão de "Bring Your Daughter...To the Slaughter") foi retirada do álbum A Real Live Dead One. O single chegou ao 5º lugar nas tabelas do Reino Unido e tornou-se desde então uma das favoritas dos fãs e presença assídua nos concertos de Iron Maiden. A versão ao vivo de "Hooks in You" foi gravada na Wembley Arena, em Londres a 17 de Dezembro de 1990.
A canção recebeu uma cover de Graveworm lançada no álbum Scourge of Malice. A banda tributo feminina The Iron Maidens também gravou uma versão da canção para o seu segundo álbum Route 666 e filmou um vídeo musical.
Em 1994, a canção foi nomeada para o Grammy Award na categoria "Best Metal Performance".

## Faixas
1. "Fear of the Dark (live)" (Steve Harris) – 7:11
2. "Bring Your Daughter...To the Slaughter (live)" (Bruce Dickinson) – 5:17
3. "Hooks in You (live)" (Bruce Dickinson, Adrian Smith) – 4:06

## Créditos
- Bruce Dickinson – voz
- Dave Murray – guitarra
- Janick Gers – guitarra
- Steve Harris – baixo
- Nicko McBrain – bateria